# Iso-Kähtävä
Iso-Kähtävä är en sjö i Finland. Den ligger i kommunen Ylivieska i landskapet Norra Österbotten, i den centrala delen av landet, 400 km norr om huvudstaden Helsingfors. Iso-Kähtävä ligger 80,1 meter över havet. Arean är 1,08 kvadratkilometer och strandlinjen är 5,41 kilometer lång. Sjön  ingår i Kalajoki älvs huvudavrinningsområde.   I omgivningarna runt Iso-Kähtävä växer i huvudsak blandskog.